# Лиляна Барева
Лиляна Димитрова Барева е българска оперна певица (сопран), заслужила артистка от 1963 година, народна артистка от 1970 година.

## Биография
Лиляна Барева е родена на 15 април или 15 юни 1922 година в Брезник или София, в семейството на бежанците от Воден Димитър и Райна Бареви. Има по-малък брат Христо, баща на оперната певица Румяна Барева.
Учи пеене в Държавната музикална академия при Людмила Прокопова. През 1943 – 1945 година е в трупата на Художествения оперетен театър. През 1946 година получава назначение в Софийската народна опера, където на 4 юни прави дебюта си в ролята на Виолета в операта „Травиата“ на Джузепе Верди.
Между 1948 и 1949 година Барева специализира актьорско майсторство в Оперната студия на режисьора Илия Иванов. Прави успешни турнета в СССР, Унгария, Полша, Албания и в други страни. През 1950-те години заедно с пианиста Петър Щабеков прави кариера и като камерна певица. През 1961 година има участия по договор с Берлинската държавна опера.
Лиляна Барева има богат певчески репертоар. Особено добра изпълнителка на песни от композиторите романтици на XIX век. Нейни отличителни роли са:
- Антонида в „Иван Сусанин“ на Михаил Глинка,
- Виолета в „Травиата“ на Дж. Верди,
- Джилда в „Риголето“ на Дж. Верди,
- Елвира в „Дон Жуан“ на Волфганг Амадеус Моцарт,
- Зорница в „Луд гидия“ на Парашкев Хаджиев,
- Манон в „Манон“ на Жул Масне,
- Мими в „Бохеми“ на Джакомо Пучини,
- Памина във „Вълшебната флейта“ на В. А. Моцарт,
- Яна в операта „Янините девет братя“ на Любомир Пипков.[2]

През 1945 година е удостоена със златен медал на конкурса „Младежко творчество“, с Първа награда от Първото национално състезание за инструменталисти и певци през 1948 година и с орден „Кирил и Методий“ II степен през 1959 година. През 2002 г. е наградена с орден „Стара планина“ първа степен.
Тя е втората съпруга на актьора Андрей Чапразов.

## Памет
На Лиляна Барева е наречена улица в квартал „Гърдова глава“ в София (Карта).

## Мюзикъл
- „Театралният директор“ (1967), мюзикъл